# Ancillariidae
Ancillariidae zijn een familie van weekdieren uit de klasse van de Gastropoda (slakken).

## Geslachten
- Alocospira Cossmann, 1899
- Amalda H. Adams & A. Adams, 1853
- Ancilla Lamarck, 1799
- Ancillina Bellardi, 1882
- Ancillista Iredale, 1936
- Anolacia Gray, 1857
- Eburna Lamarck, 1801
- Entomoliva Bouchet & Kilburn, 1991
- Exiquaspira Ninomiya, 1988
- Micrancilla Maxwell, 1992
- Turrancilla Martens, 1904